# Arrondissement de Harbourg
À ne pas confondre avec l'arrondissement municipal de Hambourg-Harbourg.
L'arrondissement de Harbourg est un arrondissement  ("Landkreis" en allemand) de Basse-Saxe  (Allemagne).
Son chef-lieu est Winsen (Luhe).

## Villes, communes et communautés d'administration
(nombre d'habitants en 2006)
Einheitsgemeinden
1. Buchholz in der Nordheide, ville, commune autonome (38 150)
2. Neu Wulmstorf (20 486)
3. Rosengarten [Siège : Nenndorf] (13 181)
4. Seevetal, commune autonome [Siège : Hittfeld] (41 506)
5. Stelle (10 960)
6. Winsen (Luhe), ville, commune autonome (33 070)

Samtgemeinden avec leurs communes membres
* Siège de la Samtgemeinde
| - 1. Samtgemeinde Elbmarsch (11 347) 1. Drage (3 692) 2. Marschacht * (3 606) 3. Tespe (4 049) - 2. Samtgemeinde Hanstedt (12 916) 1. Asendorf (1 818) 2. Brackel (1 676) 3. Egestorf (2 386) 4. Hanstedt * (4 787) 5. Marxen (1 311) 6. Undeloh (938) - 3. Samtgemeinde Hollenstedt (10 679) 1. Appel (1 930) 2. Drestedt (773) 3. Halvesbostel (748) 4. Hollenstedt * (3 108) 5. Moisburg (1 775) 6. Regesbostel (1 042) 7. Wenzendorf (1 303) | - 4. Samtgemeinde Jesteburg (10 526) 1. Bendestorf (2 278) 2. Harmstorf (950) 3. Jesteburg * (7 298) - 5. Samtgemeinde Salzhausen (13 834) 1. Eyendorf (1 221) 2. Garlstorf (1 075) 3. Garstedt (1 431) 4. Gödenstorf (981) 5. Salzhausen * (4 401) 6. Toppenstedt (2 112) 7. Vierhöfen (989) 8. Wulfsen (1 624) - 6. Samtgemeinde Tostedt (25 405) 1. Dohren (1 023) 2. Handeloh (2 459) 3. Heidenau (2 125) 4. Kakenstorf (1 361) 5. Königsmoor (669) 6. Otter (1 522) 7. Tostedt * (13 308) 8. Welle (1 247) 9. Wistedt (1 691) |